# Йозеф фон Радовіц
Йозеф фон Радовіц (нім. Joseph «Josef» von Radowitz; 29 липня 1899, Франкфурт-на-Майні — 1 червня 1956, Бад-Вісзее) — німецький воєначальник, генерал-лейтенант вермахту. Кавалер Лицарського хреста Залізного хреста з Дубовим листям.

## Біографія
Учасник Першої світової війни. Після демобілізації армії залишений в рейхсвері, служив у кавалерії. З 26 серпня 1939 року — командир 168-го розвідувального батальйону. Учасник Польської кампанії. З 7 березня 1940 року — аб'ютант штабу 3-го армійського корпусу. Учасник Французької кампанії і боїв на радянсько-німецькому фронті. 1 квітня 1942 року переведений у штаб 2-ї танкової армії, 1 квітня 1943 року зарахований в резерв. З 26 червня 1943 до 16 квітня 1944 року — командир 128-го моторизованого полку 23-ї танкової дивізії. З 9 червня 1944 року — командир 23-ї танкової дивізії. Відзначився у боях на Віслі. 8 травня 1945 року здався британським військам в Штирії.

## Нагороди
- Залізний хрест 2-го класу
- Почесний хрест ветерана війни з мечами
- Медаль «За вислугу років у Вермахті» 4-го, 3-го і 2-го класу (18 років)
- Застібка до Залізного хреста 2-го класу (6 жовтня 1939)
- Залізний хрест 1-го класу (26 червня 1940)
- Медаль «За зимову кампанію на Сході 1941/42» (8 серпня 1942)
- Нагрудний знак «За поранення» в чорному (19 жовтня 1943)
- Нагрудний знак «За танкову атаку» в бронзі (21 листопада 1943)
- Німецький хрест в золоті (29 лютого 1944) — як оберст і командир 128-го моторизованого полку.
- Лицарський хрест Залізного хреста з дубовим листям
  - Хрест (17 вересня 1944) — як оберст і командир 23-ї танкової дивізії.
  - Дубове листя (№ 882; 9 травня 1945) — як генерал-лейтенант і командир 23-ї танкової дивізії.
- Відзначений у Вермахтберіхт (7 жовтня 1944)